# دره بیداد علیا
دره بیداد بالا روستایی است در شهرستان بروجرد در استان لرستان. این روستا در دهستان شیروان در بخش مرکزی این شهرستان قرار دارد.
اکثر ساکنان این روستا از لک های طایفه ایل بیرانوند هستند که با زبان لکی تکلم می‌کنند.

## جمعیت
بنابر سرشماری مرکز آمار ایران، جمعیت این روستا در سال ۱۳۸۵، برابر با ۵۷ نفر بوده‌است که از این میان ۳۲ نفر مرد و بقیه زن بوده‌اند. این روستا ۱۱ خانوار جمعیت دارد.